# Natação nos Jogos Pan-Americanos de 2015 - 100 m costas feminino
As competições dos 100 metros costas feminino da natação nos Jogos Pan-Americanos de 2015 foram realizadas em 17 de julho no Centro Aquático CIBC Pan e Parapan-Americano, em Toronto.

## Calendário
Horário local (UTC-4).
| Data        | Horário | Fase          |
| ----------- | ------- | ------------- |
| 17 de julho | 10:05   | Eliminatórias |
| 17 de julho | 19:09   | Final B       |
| 17 de julho | 19:14   | Final A       |

## Medalhistas
| Ouro   | BRA Etiene Medeiros |
| Prata  | USA Olivia Smoliga  |
| Bronze | USA Clara Smiddy    |

## Recordes
Antes desta competição, os recordes mundiais e pan-americanos da prova eram os seguintes:
| Tipo                             | Atleta              | Tempo   | Local       | Data                  |
| -------------------------------- | ------------------- | ------- | ----------- | --------------------- |
|                                  | GBR Gemma Spofforth | 58s12   | Roma        | 28 de julho de 2009   |
| Recorde dos Jogos Pan-Americanos | USA Rachel Bootsma  | 1m00s37 | Guadalajara | 16 de outubro de 2011 |

## Resultados

### Eliminatórias
A eliminatória foi realizada em 17 de julho. 
| Pos. | Bateria | Raia | Nadador            | Nacionalidade                | Tempo   | Notas |
| ---- | ------- | ---- | ------------------ | ---------------------------- | ------- | ----- |
| 1    | 3       | 5    | Olivia Smoliga     | USA Estados Unidos           | 1:00.35 | QA,   |
| 2    | 3       | 4    | Dominique Bouchard | CAN Canadá                   | 1:00.44 | QA    |
| 3    | 1       | 4    | Etiene Medeiros    | BRA Brasil                   | 1:00.74 | QA    |
| 4    | 1       | 5    | Clara Smiddy       | USA Estados Unidos           | 1:00.79 | QA    |
| 5    | 2       | 4    | Hilary Caldwell    | CAN Canadá                   | 1:00.97 | QA    |
| 6    | 1       | 6    | Gisela Morales     | GUA Guatemala                | 1:00.99 | QA    |
| 7    | 2       | 3    | Maria González     | MEX México                   | 1:01.25 | QA    |
| 8    | 2       | 5    | Andrea Berrino     | ARG Argentina                | 1:01.32 | QA    |
| 9    | 3       | 3    | Natalia de Luccas  | BRA Brasil                   | 1:01.89 | QB    |
| 10   | 3       | 6    | Carolina Colorado  | COL Colômbia                 | 1:02.10 | QB    |
| 11   | 1       | 3    | Isabella Arcila    | COL Colômbia                 | 1:02.62 | QB    |
| 12   | 2       | 6    | Estela Davis       | MEX México                   | 1:03.36 | QB    |
| 13   | 2       | 7    | Carla González     | VEN Venezuela                | 1:04.09 | QB    |
| 14   | 1       | 2    | Karen Vilorio      | HON Honduras                 | 1:04.29 | QB    |
| 15   | 3       | 2    | Florencia Perotti  | ARG Argentina                | 1:04.81 | QB    |
| 16   | 2       | 2    | McKenna de Bever   | PER Peru                     | 1:05.00 | QB    |
| 17   | 3       | 7    | Inés Remersaro     | URU Uruguai                  | 1:05.21 |       |
| 18   | 1       | 7    | Sharon Bravo       | ECU Equador                  | 1:08.36 |       |
| 19   | 3       | 1    | Jamaris Washshah   | ISV Ilhas Virgens Americanas | 1:10.50 |       |

### Final B
A final B foi realizada em 17 de julho. 
| Pos. | Raia | Nadador           | Nacionalidade | Tempo   | Notas |
| ---- | ---- | ----------------- | ------------- | ------- | ----- |
| 9    | 4    | Natalia de Luccas | BRA Brasil    | 1:02.15 |       |
| 10   | 5    | Carolina Colorado | COL Colômbia  | 1:02.16 |       |
| 11   | 3    | Isabella Arcila   | COL Colômbia  | 1:02.44 |       |
| 12   | 6    | Estela Davis      | MEX México    | 1:03.19 |       |
| 13   | 2    | Carla González    | VEN Venezuela | 1:03.68 |       |
| 14   | 7    | Karen Vilorio     | HON Honduras  | 1:05.06 |       |
| 15   | 1    | Florencia Perotti | ARG Argentina | 1:05.18 |       |
| 16   | 8    | Inés Remersaro    | URU Uruguai   | 1:05.78 |       |

### Final A
A final A foi realizada em 17 de julho. 
| Pos.              | Raia | Nadador            | Nacionalidade      | Tempo   | Notas |
| ----------------- | ---- | ------------------ | ------------------ | ------- | ----- |
| Medalha de ouro   | 3    | Etiene Medeiros    | BRA Brasil         | 59.61   | ,     |
| Medalha de prata  | 4    | Olivia Smoliga     | USA Estados Unidos | 1:00.06 |       |
| Medalha de bronze | 6    | Clara Smiddy       | USA Estados Unidos | 1:00.49 |       |
| 4                 | 5    | Dominique Bouchard | CAN Canadá         | 1:00.54 |       |
| 5                 | 2    | Hilary Caldwell    | CAN Canadá         | 1:01.01 |       |
| 6                 | 1    | Maria González     | MEX México         | 1:01.06 |       |
| 7                 | 7    | Gisela Morales     | GUA Guatemala      | 1:01.31 |       |
| 8                 | 8    | Andrea Berrino     | ARG Argentina      | 1:01.76 |       |

Legenda
| Recorde mundial                  | Recorde mundial (World record)               |                       | Recorde africano                      | Recorde africano (African) |                                           | Q | Classificado por posição (Qualified) |
| Recorde dos Jogos Pan-Americanos | Recorde pan-americano (Pan-American record)  | Recorde da América    | Recorde da América (Americas)         | q                          | Classificado por melhor tempo (Qualified) |   |                                      |
| Melhor marca do ano              | Melhor marca do ano (World leading)          | Recorde asiático      | Recorde asiático (Asian)              | DNS                        | Não largou (Did not start)                |   |                                      |
| Recorde nacional                 | Recorde nacional (National record)           | Recorde europeu       | Recorde europeu (European)            | DNF                        | Não terminou (Did not finish)             |   |                                      |
| Recorde pessoal                  | Recorde pessoal do atleta (Personal best)    | Recorde da Oceania    | Recorde da Oceania (Oceania)          | DSQ / DQ                   | Desclassificado (Disqualified)            |   |                                      |
| Recorde da temporada             | Recorde da temporada do atleta (Season best) | Recorde sul-americano | Recorde sul-americano (South America) | NM                         | Sem marca (No mark)                       |   |                                      |